# Roberto Q. and the Boppers
Roberto Q. and the Boppers was een Nederlandse muziekgroep uit de regio Bussum die actief was tussen 1978 en 1985. Zij speelden rock-'n-roll, blues en countrymuziek.
De band bracht in 1981 een door Pieter Nieboer geproduceerd titelloos album uit bij het label Backdoor, waarop percussionist Martino Latupeirissa (Massada) als gastmuzikant meedeed. Ook werden twee singles uitgebracht: Iron and steel / Runnin' round (1981) en Not a hippy anymore / Traffic jam (1985).
In de loop der jaren waren er diverse personeelswisselingen, de bekendste line-up was Robert Huisman (Roberto Q.; zanger/gitarist), David Hollestelle (gitarist), Rogier van der Erve (Roger Angelo; drummer) en Ad Vanderveen (Ad Brood, bassist). Tijdens optredens werd de band soms bijgestaan door de meidengroep The Alleycats.
Andere bandleden waren Bob Schultz (gitaar), Bert Beenen (basgitaar, componist, zang), Philippe van Haren Noman (drums), Anthony Del Monte Lyon (drums), Peter van de Sande (basgitaar), Marc Klaassen (basgitaar), Walter Langdon (basgitaar), Otto Kruiswijk (orgel, piano), Mick Heine (gitaar).
In februari 1985 was de band te gast in het radioprogramma Ronflonflon van Jacques Plafond (Wim T. Schippers).